# Прем'єр-ліга (Ізраїль)
Ізраїльська прем'єр-ліга (івр. ליגת העל‎ — Лігат ха'Аль) — вища футбольна ліга Ізраїлю, змагання в якій проводяться під егідою Ізраїльської футбольної асоціації. Сучасна комерційна назва — Ліга Тото (івр. ליגת טוטו) за назвою букмекерської компанії Toto, що виступає титульним спонсором змагання з 2005 року.
У сучасному вигляді створена 1999 року з метою підвищення рівня внутрішніх футбольних змагань в країні. Як вищий дивізіон національної першості прийшла на зміну Лізі Леуміт, яка відтак стала другою за ієрархією в системі національних футбольних ліг.

## Формат змагання
Участь у турнірі Ізраїльської прем'єр-ліги беруть 14 команд. Змагання проходять у два етапи, протягом першого з яких усі учасники грають одна з одною дві гри — по одній вдома та у гостях, проводячи таким чином по 26 матчів кожний. По результатах першого етапу команди відповідно до місця у турнірній таблиці розбиваються на дві групи: чемпіонську та втішну. В рамках кожної з цих груп манди грають ще по дві гри одна з одною. Підсумкове місце команди по результатах сезону Ізраїльської прем'єр-ліги визначається сумою очок, набраних протягом другого етапу змагання, та половини очок, набраних протягом першого етапу.
Ізраїльська прем'єр-ліга пов'язана відносинами вибуття та підвищення у класі з Лігою Леуміт — по завершенні сезону прем'єр-лігу автоматично полишають дві команди, що набрали найменшу кількість очок, а на їх місце приходять команди, що зайняли перше та друге місця у Лізі Леуміт. Також право виступів в елітному дивізіоні ізраїльської футбольної першості може виборити й третя команда Ліги Леуміт, яка проводить стиковий матч з командою, що зайняла 14-е місце у прем'єр-лізі. Переможець цього матчу наступний сезон проводить у прем'єр-лізі, а команда, що програла, — у Лізі Леуміт.
Наразі чемпіонат Ізраїлю займає 20-ту позицію у таблиці коефіцієнтів УЄФА, відповідно до якої лише чемпіон країни отримує право участі у Лізі чемпіонів УЄФА, а срібний та бронзовий призери першості, разом з переможцем Кубку Ізраїлю, — у Лізі Європи УЄФА. У випадку, якщо володарем національного кубка стає команда, що зайняла одне з перших трьох місця у чемпіонаті, право виступів у Лізі Європи отримує команда, яка завершила чемпіонат на підсумковому 4-му місці.

## Переможці

### За сезонами
| Сезон     | Чемпіон                | Найкращий бомбардир                                     | Клуб                                                           |
| --------- | ---------------------- | ------------------------------------------------------- | -------------------------------------------------------------- |
| 1999–2000 | «Хапоель» Тель-Авів    | Ассі Тубі (27)                                          | «Маккабі» Петах-Тіква                                          |
| 2000–01   | «Маккабі» Хайфа        | Аві Німні (25)                                          | «Маккабі» Тель-Авів                                            |
| 2001–02   | «Маккабі» Хайфа        | Кобі Рефуа (18)                                         | «Маккабі» Петах-Тіква                                          |
| 2002–03   | «Маккабі» Тель-Авів    | Янів Абаргіл (18) Шай Гольтцман (18)                    | «Хапоель» Кфар-Саба «Хапоель-Іроні» Рішон-ле-Ціон              |
| 2003–04   | «Маккабі» Хайфа        | Офір Хайм (16) Шай Гольтцман (16)                       | «Хапоель» Беер-Шева ФК «Ашдод»                                 |
| 2004–05   | «Маккабі» Хайфа        | Роберто Колаутті (19)                                   | «Маккабі» Хайфа                                                |
| 2005–06   | «Маккабі» Хайфа        | Шай Гольтцман (18)                                      | ФК «Ашдод»                                                     |
| 2006–07   | «Бейтар» Єрусалим      | Янів Азран (15)                                         | ФК «Ашдод»                                                     |
| 2007–08   | «Бейтар» Єрусалим      | Самуель Йебоа (15)                                      | «Хапоель» Кфар-Саба                                            |
| 2008–09   | «Маккабі» Хайфа        | Барак Іцхакі (14) Шимон Абухацира (14) Еліран Атар (14) | «Бейтар» Єрусалим «Хапоель» Петах-Тіква «Бней-Єгуда» Тель-Авів |
| 2009–10   | «Хапоель» Тель-Авів    | Шломі Арбайтман (28)                                    | «Маккабі» Хайфа                                                |
| 2010–11   | «Маккабі» Хайфа        | Тото Тамуз (21)                                         | «Хапоель» Тель-Авів                                            |
| 2011–12   | «Хапоель» Кір'ят-Шмона | Ахмад Саба (20)                                         | «Маккабі» Нетанья                                              |
| 2012–13   | «Маккабі» Тель-Авів    | Еліран Атар (22)                                        | «Маккабі» Тель-Авів                                            |
| 2013–14   | «Маккабі» Тель-Авів    | Еран Захаві (29)                                        | «Маккабі» Тель-Авів                                            |
| 2014–15   | «Маккабі» Тель-Авів    | Еран Захаві (27)                                        | «Маккабі» Тель-Авів                                            |
| 2015–16   | «Хапоель» Беер-Шева    | Еран Захаві (36)                                        | «Маккабі» Тель-Авів                                            |
| 2016–17   | «Хапоель» Беер-Шева    | Відар Ерн К'яртанссон (19)                              | «Маккабі» Тель-Авів                                            |
| 2017–18   | «Хапоель» Беер-Шева    | Діа Саба (24)                                           | «Маккабі» Нетанья                                              |
| 2018–19   | «Маккабі» Тель-Авів    | Бен Саар (15)                                           | «Хапоель» Беер-Шева                                            |
| 2019–20   | «Маккабі» Тель-Авів    | Микита Рукавиця (22)                                    | «Маккабі» Хайфа                                                |
| 2020–21   | «Маккабі» Хайфа        | Микита Рукавиця (19)                                    | «Маккабі» Хайфа                                                |
| 2021–22   | «Маккабі» Хайфа        | Омер Ацілі (20)                                         | «Маккабі» Хайфа                                                |
| 2022–23   | «Маккабі» Хайфа        | Омер Ацілі (21)                                         | «Маккабі» Хайфа                                                |
| 2023–24   | «Маккабі» Тель-Авів    | Дін Давид (20) Еран Захаві (20)                         | «Маккабі» Хайфа «Маккабі» Тель-Авів                            |
| 2024–25   | «Маккабі» Тель-Авів    | Гай Меламед (21)                                        | «Хапоель» (Хайфа) «Маккабі» Хайфа                              |

### Узагальнена
| Клуб                   | Титулів | Роки перемог                                                                             |
| ---------------------- | ------- | ---------------------------------------------------------------------------------------- |
| «Маккабі» Хайфа        | 10      | 2000–01, 2001–02, 2003–04, 2004–05, 2005–06, 2008–09, 2010–11, 2020–21, 2021–22, 2022–23 |
| «Маккабі» Тель-Авів    | 8       | 2002–03, 2012–13, 2013–14, 2014–15, 2018–19, 2019–20, 2023–24, 2024–25                   |
| «Хапоель» Беер-Шева    | 3       | 2015–16, 2016–17, 2017–18                                                                |
| «Хапоель» Тель-Авів    | 2       | 1999–00, 2009–10                                                                         |
| «Бейтар» Єрусалим      | 2       | 2006–07, 2007–08                                                                         |
| «Хапоель» Кір'ят-Шмона | 1       | 2011–12                                                                                  |